# Tweede brief van Petrus
De Tweede brief van Petrus (vaak kortweg 2 Petrus genoemd) behoort tot de algemene of katholieke brieven in het Nieuwe Testament van de Bijbel. De brief werd geschreven in het Koinè-Grieks. De openingsverzen noemen Simeon Petrus als auteur, waarvan traditioneel wordt aangenomen dat daarmee de apostel Petrus bedoeld wordt.

## Auteur
Er is een bijna universele consensus dat de tweede Petrusbrief pseudepigrafisch is en dat de schrijver niet de apostel Petrus is. Hiervoor zijn verschillende aanwijzingen:
- Het grote stilistische verschil met de eerste brief van Petrus, dat al vroeg werd opgemerkt door onder andere Eusebius van Caesarea en Johannes Calvijn.[1]
- Een verwantschap tussen de tweede Petrusbrief en de brief van Judas: er zijn aanwijzingen dat de schrijver van 2 Petrus de brief van Judas gekend en gebruikt heeft.[2]
- Uit de brief blijkt dat de eerste generatie christenen al was gestorven (2 Petrus 3:4). In deze passage klinkt een twijfel door over de wederkomst van Jezus die verder in het Nieuwe Testament niet wordt aangetroffen. Vergelijkbare twijfel komt pas voor in 1 en 2 Clemens, die worden gedateerd aan het einde van de eerste en het begin van de tweede eeuw.[3]
- De auteur spreekt over de apostelen als een grootheid waartoe hij zichzelf niet schijnt te rekenen (2 Petrus 3:2).
- De brief verwijst in 3:15,16 naar de brieven van Paulus. De brieven van Paulus zijn dus bij de schrijver van 2 Petrus bekend en hij gaat ervan uit dat deze algemeen bekend zijn. Daarnaast wijst zijn verwijzing naar Paulus' brieven erop dat deze inmiddels een bepaalde mate van gezag in de Kerk hadden en waren ze bovendien ten tijde van het schrijven van 2 Petrus onderhevig aan verschillende interpretaties, iets wat slechts denkbaar is na een betrekkelijk lange periode na het schrijven van de brieven.
- De brief toont een rijke, gevarieerde woordenschat en bevat talrijke literaire constructies en termen uit de wereld van het hellenisme. Dit is moeilijk te rijmen met de beschrijving van Petrus als "ongeletterd" (Handelingen 4:13).
- De brief heeft pas laat een onbetwiste status gekregen in de canon van het Nieuwe Testament. Origenes (eerste helft 3e eeuw n.Chr.) zegt dat de echtheid betwijfeld wordt[4] en Eusebius (begin 4e eeuw) rekent 2 Petrus tot de boeken die wel algemeen bekend, maar niet algemeen erkend zijn.[5] In het Griekse oosten heeft de Paasbrief van Athanasius (367 n.Chr.) beslissende invloed gehad. Het Latijnse westen nam deze canon over onder invloed van Hiëronymus, zoals onder meer blijkt uit het besluit van een Afrikaanse synode in Hippo Regius in 393 en een brief van paus Innocentius I (405 n.Chr.).[6]

Aan de ene kant kent de brief zoals hierboven al genoemd een rijke, gevarieerde woordenschat en bevat deze talrijke literaire constructies en termen uit de wereld van het hellenisme. Aan de andere kant bevat het ook veel hebraïsmen en worden Joods-apocalyptische tradities doorgewerkt, vooral in hoofdstuk 3. Om die reden wordt over het algemeen aangenomen dat de brief is geschreven door een sterk gehelleniseerde Joodse christen uit de Grieks-Romeinse diaspora.
Een conservatieve minderheid stelt:
- Het stilistische verschil tussen 1 en 2 Petrus bij zo weinig materiaal en bij het verschil in onderwerpen hoeft niet zonder meer dwingend tot de conclusie van een andere schrijver te leiden; ook zal een hypothetisch gebruikmaken van Silvanus als secretaris voor het schrijven van 1 Petrus tot verschil in stijl hebben kunnen leiden.
- Het is mogelijk dat de schrijver van Judas en Petrus beiden kennis hadden van een derde, onbekende bron waaraan zij dezelfde ideeën ontleenden voor hun brieven.
- Sommige brieven van Paulus circuleerden reeds zeer vroeg en het is niet helder of de schrijver aan een of meer brieven van Paulus refereert.
- De opname in de canon betekende dat de vroege kerk geloofde dat de brief door de apostel Petrus was geschreven, wat zij niet geloofden van andere geschriften zoals de Openbaring van Petrus en de Handelingen van Petrus.
- Een aantal woorden komt zowel voor in 1 Petrus en 2 Petrus als in de toespraken van Petrus in Handelingen.

Op grond van de inhoudelijke en stilistische kenmerken overwoog reformator Johannes Calvijn in zijn commentaar op 2 Petrus dat een leerling van Petrus de brief zou kunnen hebben geschreven, hoewel hij meende dat vervalsingen 'een dienstknecht van Christus onwaardig' zijn. In zijn navolging hebben gereformeerde theologen geworsteld met enerzijds de mogelijkheid dat 2 Petrus een pseudepigraaf is en anderzijds hoe het mogelijk is dat een geschrift onder een valse naam in de Bijbelse canon terecht is gekomen, aangezien de Schrift als onfeilbaar wordt gezien. Henk van den Belt (2007) opperde: 'Wie pseudepigrafie in de canon accepteert, moet aannemen dat een onbekende auteur door de Geest geïnspireerd was om onder een pseudoniem te schrijven.'

## Datering
De brief wordt vaak als een van de jongste geschriften van het Nieuwe testament gezien en aan het eind van de 1e eeuw of begin 2e eeuw geplaatst. Een belangrijke aanwijzing voor een late datering van de brief is vers 3:4 waaruit blijkt dat de eerste generatie christenen inmiddels gestorven is. Tegelijk suggereert dit vers, en de in heel hoofdstuk 3 centraal staande problematiek van de uitgebleven wederkomst van Jezus, dat de eerste generatie christenen, waarvan velen de wederkomst van Christus nog tijdens hun leven verwachtten, nog maar pas gestorven is.
Bij aanname van auteurschap van Petrus moet de brief kort voor zijn dood geschreven zijn, dus voor ca. 64 n.Chr.

## Geadresseerden
De brief bevat geen specifieke geadresseerden. Volgens 1:12-15 en 3:1 richt de schrijver de brief aan dezelfde geadresseerden als 1 Petrus, dus aan de christenen in Klein-Azië. De brief is gericht aan 'alle gelovigen', dus aan zowel christenen uit de joden als christenen uit de heidenen.
Het is niet duidelijk wie de in de brief genoemde dwaalleraars zijn. Mogelijk gaat het om gnostici, maar dat is op basis van de tekst niet met zekerheid te zeggen.

## Inhoud
De tweede Petrusbrief presenteert zichzelf als een testament of afscheidsrede van Petrus. Het doel van de tekst is de lezers te herinneren aan Petrus' leer en vooral om deze te verdedigen tegen aanvallen van dwaalleraars. De tekst heeft dan ook een apologetisch karakter. De brief kan als volgt ingedeeld worden:
- Schrijver, groet 1:1-2
- Groei naar volwassenheid in het geloof 1:3-21
- Gevaren en dwaalleraars 2:1-22
- De wederkomst van Christus 3:1-14
- Slotvermaningen 3:15-18

De brief bevat 11 aanhalingen van of verwijzingen naar het Oude Testament.

### Testament
De tweede Petrusbrief is vooral een afscheidsbrief, of eigenlijk: een testament. De auteur geeft aan dat hij verwacht niet lang meer te zullen leven en hij spoort de lezers nog eenmaal aan om op de juiste manier te leven. Het is dan ook mogelijk dat de brief tot het literaire genre testament behoort. Het was in dit genre, dat onder Joden en christenen in die tijd populair was,  gebruikelijk dat de tekst geschreven werd alsof deze van een (vaak reeds lang overleden) Bijbels persoon, zoals Mozes of Ezra, afkomstig is. Deze kondigt aan spoedig te zullen overlijden en maakt van de gelegenheid gebruik om een aantal voorspellingen over toekomstige gebeurtenissen te doen en om de lezers aan te sporen tot een juiste levenswandel. Het was in zo'n geval niet zozeer de bedoeling van de schrijver om de lezer te misleiden: het gaat om een stijlfiguur, en de lezers uit die tijd wisten over het algemeen dat het 'testament' niet echt door de in de tekst genoemde Bijbelse persoon geschreven was. Het is echter ook niet uitgesloten dat de auteur in Petrus' naam schreef om zijn brief meer gezag te geven.